# 가시돌기
가시돌기(spinous process), 또는 극돌기(棘突起)는 척추뼈고리판(lamina)이 양쪽에서 서로 만나는 지점에서 직후방으로 뻗어나온 구조물로 살짝 아래로 기울어져있다. 가시돌기에는 여러 근육과 인대가 부착한다. 직립보행하지 않는 동물에서는 가시돌기가 위쪽으로 기울어져 있다. 특정 동물에서는 가시돌기가 피부 표면 밖으로 돌출되어 있는데, 예를 들면 디메트로돈, 스피노사우루스 등이 있다.

## 같이 보기
- 관절돌기
- 가로돌기

## 추가 이미지

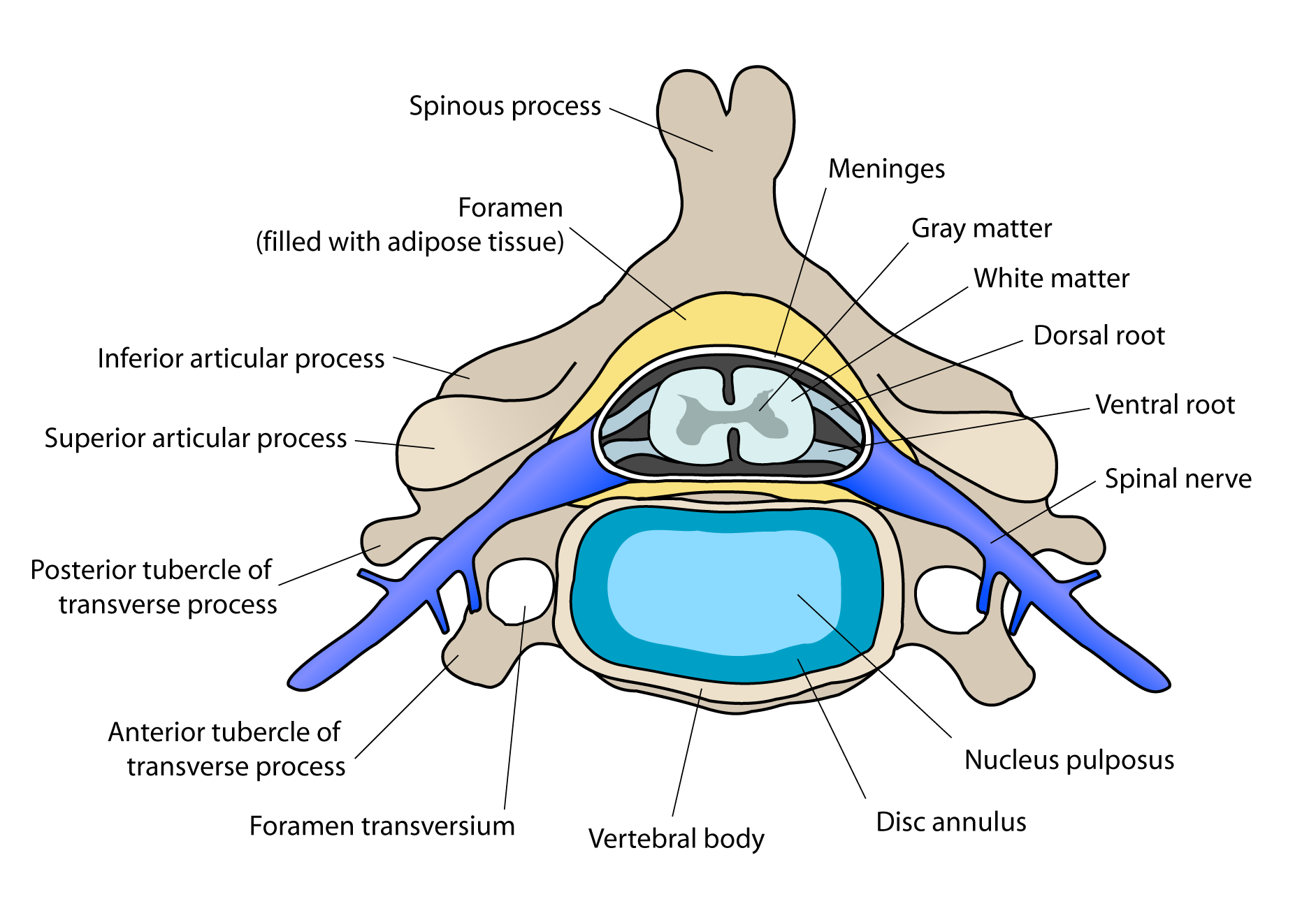
목뼈
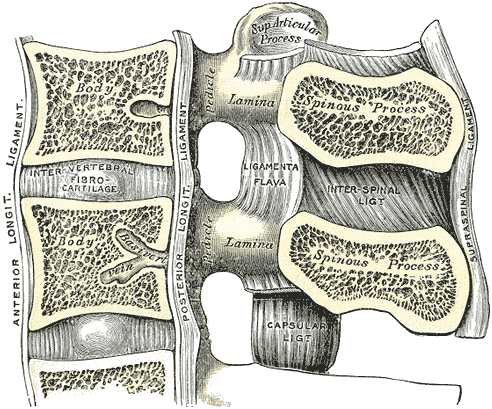
허리뼈와 그 인대의 정중시상단면
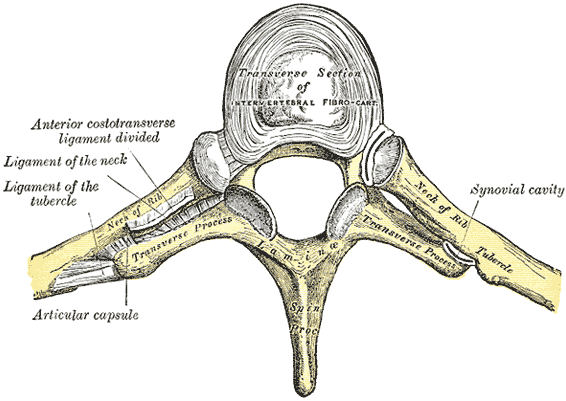
위에서 본 갈비가로관절